# Clermont (Abitibi-Ouest)
Pour les articles homonymes, voir Clermont.
Clermont est une municipalité de canton en Abitibi-Ouest, au Québec (Canada).
Son territoire comprend le village de Saint-Vital-de-Clermont.

## Toponymie
C'est le patronyme d'un soldat, le sieur de Clermont, mort à Beauport en 1690, que l'on a retenu pour d'abord identifier le canton proclamé en 1916, puis la municipalité de canton qui a vu le jour en 1936 dans la région de l'Abitibi, au nord de La Sarre.
Toutefois, les Clermontains faillirent ne jamais porter ce gentilé, puisque le territoire municipal avait reçu pendant quelques années le nom de Blais, en l'honneur du représentant du comté de Chapleau aux Communes de 1935 à 1940, Frank Blais, industriel, propriétaire de la ligne téléphonique et originaire d'Amos.  Les pionniers de Clermont, en provenance surtout de Mont-Laurier, Montcerf et Labelle, s'établirent à cet endroit entre 1934 et 1937.

## Histoire
- 1916: Fondation du canton de Clermont.
- 4 mars 1936: Le canton de Clermont s'incorpore en municipalité de canton.

## Gentilé
Les personnes qui habitent la municipalité de canton de Clermont sont appelés "Clermontain" et "Clermontaine".

## Identité de la Municipalité du Canton Clermont
Depuis 2015, la municipalité du Canton Clermont a établi une nouvelle identité: "Sauvage, Grandiose, Vitale". Ses trois qualificatifs définissent l'administration municipale et les citoyens de Clermont; "Sauvage" fait appel à la nature omniprésente, la forêt et les petits fruits à Clermont; "Grandiose" pour ses grands espaces et ses paysages à couper le souffle; "Vitale" pour les citoyens qui colorent la communauté et pour son eau pure d'esker.
Depuis le 5 septembre 2017, la municipalité du Canton Clermont porte comme emblème floral le cornouiller du Canada à la suite d'une consultation publique auprès des citoyens. Six plantes florales avaient été préalablement recommandées par le botaniste et chercheur de l'Université du Québec en Abitibi-Témiscamingue, Nuwan Sameera Liyanage.

## Démographie
| 1991 | 1996 | 2001 | 2006 | 2011 | 2016 | 2021 |
| ---- | ---- | ---- | ---- | ---- | ---- | ---- |
| 532  | 591  | 555  | 534  | 482  | 492  | 484  |

## Administration
Les élections municipales se font en bloc pour le maire et les six conseillers.
| Clermont Maires depuis 2001                                                                                          |                      |         |          |
| Élection | Maire                | Qualité | Résultat |
| 2001 | Michel Mercier       |         | Voir     |
| 2005 | Lucie Hardy          |         | Voir     |
| 2009 | Doris Souligny       |         | Voir     |
| 2010 | Robert Paquette      |         | Voir     |
| 2013 | Alexandre D. Nickner |         | Voir     |
| 2017 | Daniel Céleste       |         | Voir     |
| 2021 | Daniel Céleste       | Voir    |          |
| Élection partielle en italique Depuis 2005, les élections sont simultanées dans toutes les municipalités québécoises |                      |         |          |

Le 3 novembre 2013, Alexandre D. Nickner est élu comme nouveau maire de Clermont et décroche par le fait même le titre du plus jeune maire du Québec à l'âge de seulement 20 ans,,,,,. Après son mandat de 4 ans à la mairie, Nickner décide de quitter la politique pour se concentrer sur ses entreprises. Daniel Céleste, pro-maire durant le mandat de Nickner, devient maire de Clermont par acclamation en novembre 2017.

## Éducation
L'école primaire Boréale possède un pavillon à Clermont.

## Entreprises locales
- Arbres de Noël Claude Grenier, production de sapins de Noël
- Armes Abitibi-Témiscamingue, entreprise d'armes à feu
- Chab-Trem inc. (9084-7930 Québec inc.), service forestier
- Chalet du Viking, location de chalet
- Conception Yvan Tremblay
- Les Entreprises D.E.F.
- Ferme des Défricheurs, élevage de bovins de boucherie
- Ferme Larouche-Bouchard, élevage de bovins de boucherie
- Foresterie S.M.L. (9288-0798 Québec inc.)
- Graphix Design Graphique, entreprise de graphisme
- Guy Jouniaux consultant (9144-7771 Québec inc.)
- Héli-Mecanix inc., entreprise d'entretien d'aéronefs
- Héli Explore, entreprise de location d'aéronefs
- Le Monsieur des vitres (Vincent Jalbert enr.), entreprise de nettoyage de fenêtre
- M.ca Xtrême, entreprise d'excavation
- Marilyn Montreuil Transport
- Mazac Géoservices Inc.
- Nickner Global
- Relais du Lac-à-la-Truite, location de chalets
- Sameera Liyanage, producteur maraîcher
- Secouriste Abitibi-Témiscamingue, entreprise de formation au secourisme
- Souris Mobile, entreprise de réparation d'ordinateurs
- 9230-2959 Québec inc.
- 9261-1821 Québec inc.

## Organismes locaux
- Journal Le Hurlement
- Club de motoneige la Claire Montée
- Comité des loisirs de Clermont
- Fabrique de Saint-Vital
- Chorale de Saint-Vital
- RevitalACTION Clermont, organisme de revitalisation

## Services offerts
- Bureau de Poste Canada
- Église Catholique
- Sentiers pédestres
- Sentiers de motoneiges
- Patinoire municipale
- Terrain de baseball
- Deux parcs de jeux pour enfants
- Pont couvert du Petit Quatre
- l'Aéroport de La Sarre est situé sur le territoire de Clermont

## Garderies
- Service de garde les petits chatons Nathalie Tousignant
- Service de garde France Beauchamp

## Zone de villégiature
Le canton de Clermont regroupe plusieurs petits lacs formés par un esker. Ces lacs sont:
- Lac Castor
- Lac Sauvage
- Lac Perron (à la limite de Val St-Gilles)
- Lac à la Truite
- Lac St-François
- Lac Cri-cri
- Lac des Frères

On trouve également deux plus grands lacs, soit le Lac Sauriol qui accueille le Chalet du Club motoneige en hiver ainsi que le Lac Leslie qui est malheureusement difficile d'accès.